# Cornelis de Cocq

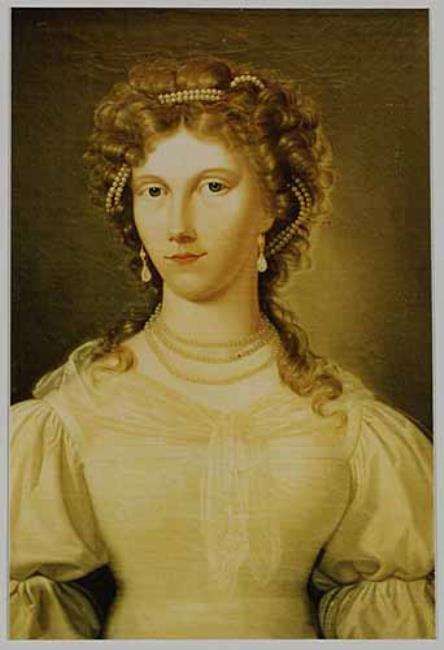
Porträt einer Frau

Cornelis de Cocq (* 18. Juni 1815 in Monster; † 26. September 1889 in Den Haag) war ein niederländischer Stillleben- und Porträtmaler sowie Aquarellist und Radierer.
Bereits im Alter von 16 Jahren nahm er Zeichenunterricht, dann wurde er Student an der Koninklijke Academie van Beeldende Kunsten in Den Haag unter der Leitung von Bartholomeus Johannes van Hove, später wurde er von Sarief Bastaman Raden Saleh beraten. 
Er arbeitete ab 1839 in Den Haag, die Jahre 1877 und 1878 verbrachte er in Leiden.
Er malte hauptsächlich Stillleben mit Blumen, Früchten und totem Wild, neben der Malerei beschäftigte er sich mit Radierung und Aquarellen. 
Er nahm von 1837 bis 1884 an Ausstellungen in Amsterdam und Den Haag teil. 